# Carlos Sandoval de la Cruz
Carlos Sandoval de la Cruz (Huamachuco, 25 de abril de 1970) es un profesor y político peruano fue designado por el consejo regional como presidente de la Región La Libertad como sucesor en el cargo a José Murgia Zannier, quien postularía a una segunda reelección con el Apra.

## Biografía
Carlos Sandoval nació en Huamachuco, ubicado en la Provincia de Sánchez Carrión de la Región La Libertad. Realizó estudios primarios en el colegio Santiago Zavala y secundarios en el Colegio Nacional San Nicolás. Posteriormente cursó estudios de pedagogía en educación primaria en el Instituto Superior Pedagógico José Faustino Sánchez Carrión de Huamachuco y en la Universidad César Vallejo. 

## Vida política
Miembro del Movimiento Regional Súmate, postuló en las elecciones regionales de año 2010 saliendo elegido como Consejero Regional por la provincia de Sánchez Carrión Luego que Murgia Zannier solicitara licencia del cargo de presidente regional para postular a una nueva reelección Sandoval de la Cruz fue elegido como nuevo Presidente Regional. El 19 de junio de 2014  juramentó como presidente regional de La Libertad en Huamachuco.